# Regina (fregata)
La Regina è stata una fregata a vela della marina del Regno di Sardegna in servizio dal 1830 al 1841. 

## Storia
Con Regio Viglietto del 22 dicembre 1824 venne approvato un programma di ampliamento della Marina del Regno di Sardegna che verteva sulla costruzione, nel periodo tra il 1825 e il 1829, di due fregate di primo ordine da 62 cannoni, di due fregate da 44 cannoni e di due corvette o brick, che al bisogno potessero essere armati a bombarda. Questo programma di costruzioni, fortemente voluto dal comandante della marina ammiraglio Giorgio Des Geneys, comportava un considerevole sforzo finanziario per le casse del Regno, ma una volta terminato avrebbe raddoppiato la forza della piccola Marina sarda. Data la limitata capacità produttiva del Cantiere della Foce di Genova, unita alla scarsità di legname adatto, il programma navale fu ripartito in due gruppi, il primo costituito dalle due fregate da 44, la Beroldo e la Haute Combe, e dalla prima corvetta da 20 cannoni, la Euridice, mentre il secondo comprendeva le due fregate di primo rango, Carlo Felice e Regina, progettate dal signor De Lève, e la seconda corvetta, la Aurora. I nomi delle unità furono sottoposti dal comandante della marina all'approvazione del sovrano, Carlo Felice di Savoia. Appena entrata in servizio sia la Carlo Felice che poi la Regina evidenziarono subito dei difetti di costruzione. Una relazione sottoposta al re evidenziava che:  si è ottenuto di operare le anzidette costruzioni (delle sei unità del programma) ad un costo quasi di un terzo minore di ciò che negli altri cantieri si sarebbe dovuto spendere, tuttavia non si è potuto non riconoscere che … maggiore [sarebbe stata] la perfezione dell’opera quando si fosse potuto avere pronti nei regi magazzini una sufficiente quantità di materiali stagionati ed aver disponibili un certo numero di operai a soldo fisso … per cui il lavoro sarebbe stato migliore.
La Regina entrò in servizio nel corso del 1830 insieme alla gemella Carlo Felice. Nel 1838 la nave, al comando del capitano di vascello Giuseppe Albini, salpò da Genova per compiere la circumnavigazione del globo terrestre. A bordo, in qualità di ufficiale, si trovava il principe Eugenio di Carignano. I problemi che derivavano dalla non eccellente qualità del lavoro di costruzione della nave e dalla scelta del legname utilizzato, divennero evidenti nel 1839 quando la nave incappò in un fortunale al largo delle isole Falkland, e il suo comandante decise di ritornare nel porto brasiliano di Rio de Janeiro. Nel corso dei primi lavori di raddobbo a cui l'unità fu sottoposta nella rada di Rio, completati i quali Albini intendeva successivamente raggiungere un porto dell'India Britannica per effettuare in bacino di carenaggio le definitive riparazioni, emerse chiaramente che molti degli elementi della struttura della prua e del tagliamare erano marciti e non erano stati sostituiti durante i lavori di allestimento eseguiti prima della partenza da Genova. Secondo l'Albini questi danni avrebbero reso estremamente pericoloso proseguire la navigazione verso l'India ed egli decise di interrompere la crociera e rientrare a Genova. La fregata fu radiata dal servizio nel corso del 1841 e successivamente demolita.

### Annotazioni
1. ↑  AST mazzo 351 Registro relazioni a s.m. 1826-1831; relazione n. 593 del 16 giugno 1831.
2. ↑  AST mazzo 296 Armamenti disarmi e campagne 1838.

### Fonti
1. 1 2 3  Antonicelli 2013, p. 146.
2. ↑  Prasca 1892, p. 111.
3. 1 2 3 4  Antonicelli 2013, p. 147.
4. 1 2 3  Antonicelli 2013, p. 148.